# تریستان و ایزولت

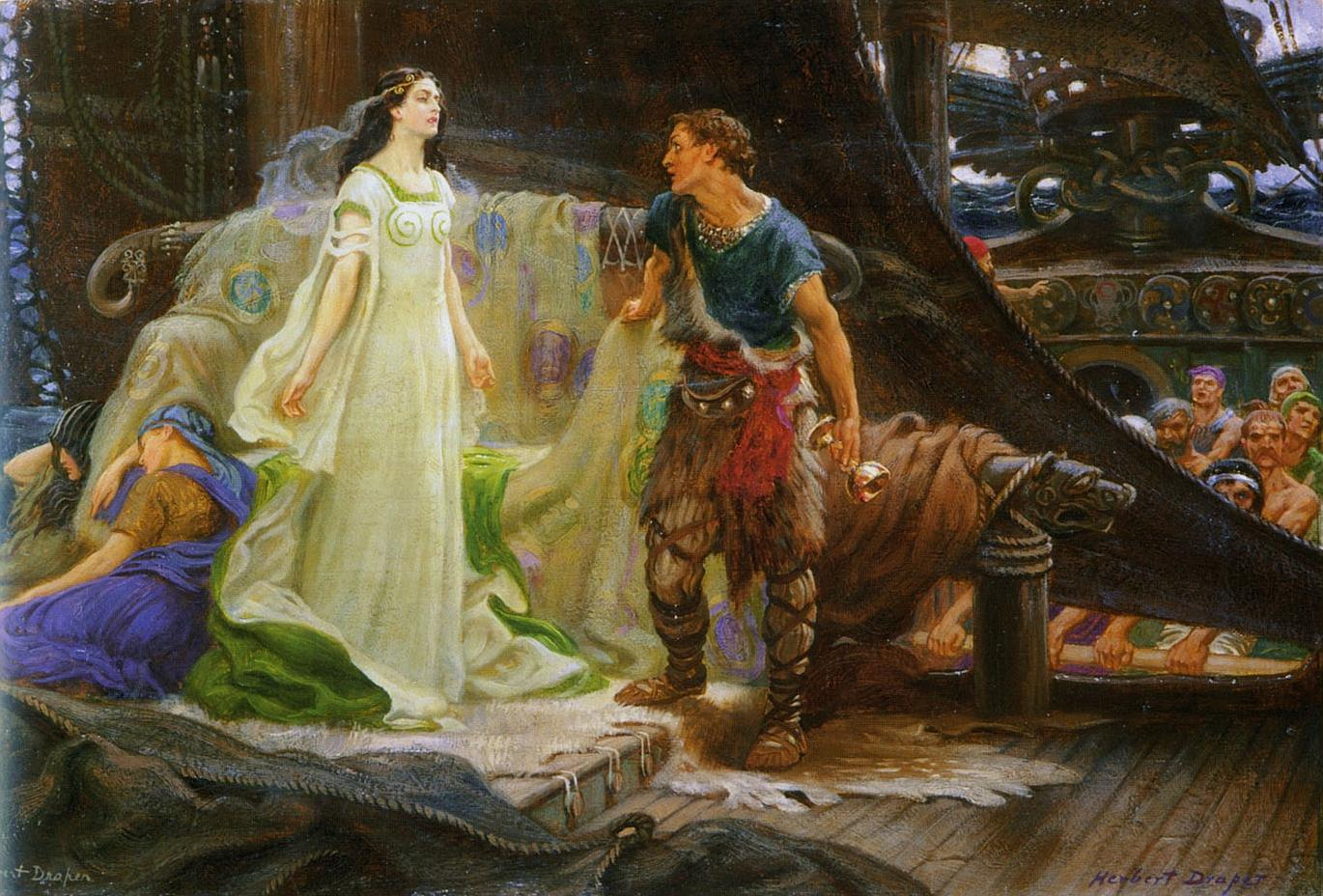
تریستان و ایزولد، اثر: هربرت دراپر (۱۸۶۳ تا ۱۹۲۰)

افسانه تریستان و ایزولت، که با عناوینی چون: تریستان و ایزولد، تریسترام و یزولت، تریستام و ایزوت و… نیز ترجمه شده است، یک داستان عاشقانه و تراژیک بسیار تأثیرگذار می‌باشد، که در منابع متعدد و مختلف با تفاوت‌ها و تغییرات بسیار، بازگو شده است. این افسانه، داستان غم‌انگیز عشق نامشروع میان تریستان (تریسترام)، شوالیهٔ کورنیش (اهل کورن‌وال) و ایزولت (ایزولد، یزئولت، یزولت و…)، شاهزاده یا شهبانوی ایرلندی را روایت می‌کند. روایات متعددی به صورت نثر و نظم از این داستان عاشقانه وجود دارد که هر کدام پایان تراژیک متفاوتی را رقم می‌زنند. این افسانه بنا به روایاتی بر داستان عاشقانه لنسلات و گوئینور نیز تأثیراتی گذاشته است. تئوری‌های متعددی در مورد منبع اصلی این افسانه وجود دارد که یکی از آنها روایت اولیهٔ این افسانه را به داستان پارسی ویس و رامین نسبت می‌دهند. این گروه محققان معتقدند که شباهت‌های این دو اثر آنقدر فراوان است که نمی‌توان منکر تأثیر پذیری افسانه تریستان و ایزولد از داستان ویس و رامین شد. و این تأثیر پذیری به احتمال فراوان از طریق روایت گویی در دوره جنگ‌های صلیبی به وجود آمده است. این اثر که تا به حال تأثیر قابل توجهی در تاریخ هنر و اندیشهٔ غرب، و ادبیات عاشقانه و رمانتیک آن داشته است، برای اولین بار در قرن دوازدهم میلادی پدید آمده است. در حالی که جزئیات داستان روایت شده توسط یک نویسنده نسبت به نویسندهٔ دیگر متفاوت به نظر می‌رسد، ساختار کلی و استخوان‌بندی اصلی داستان، همچنان یکسان باقی‌مانده است.
شمار زیادی از پژوهشگران غربی و شماری از خاورشناسان اروپایی همچون هانری ماسه، خاورشناس معروف فرانسوی و شماری از ادیبان ایرانی همچون پرویز ناتل خانلری، که نخستین مترجم این اثر به فارسی می‌باشد، معتقدند که میان افسانه تریستان و ایزولت و داستان عاشقانه و رمانتیک ویس و رامین که فخرالدین اسعد گرگانی شاعر نامدار ایرانی آن را در قرن پنجم هجری در ایران خلق نموده است، ارتباطی آشکار و مشابهتی عمیق وجود دارد. گرگانی، شاهکار خویش، ویس و رامین را در حدود سال ۴۴۶هجری (قرن ۱۱ میلادی)، یعنی درست یک سده پیش از پدید آمدن منظومه برول که قدیمترین نسخهٔ موجود از داستان تریستان و ایزولت می‌باشد، به نظم کشیده است.
در مورد شیوه دسترسی غربیان به داستان ویس و رامین نظریه‌های گوناگونی وجود دارد از جمله این‌که داستان‌گویانی که در اردوگاه‌های جنگی صلیبیون و شرقیون در خاور نزدیک آزادانه رفت‌وآمد می‌کردند این داستان ایرانی را به اروپاییان منتقل کرده‌اند.

## افسانه
دو روایت اصلی از افسانه تریستان موجود است. روایت نخست شامل دو افسانه عاشقانه فرانسوی از دو شاعر نیمه دوم سده دوازدهم، یعنی توماس بریتانیایی و برول می‌باشد. منابع این دو می‌تواند به منبع اصلی که داستانی عاشقانه با ماهیت اولیه سلتی است، بازگردد. روایتهای بعدی همگی از روایتی دیگر از این افسانه، به نام پروز تریستان (متن منثور تریستان) که مربوط به سال ۱۲۴۰ میلادی است، سرچشمه می‌گیرند، یعنی از داستانی که بطرز چشمگیری متفاوت از داستان‌های قبلی بود که توسط توماس بریتانیایی و برول نوشته شده بودند. تریستان به نثر یا همان پروز تریستان، تبدیل به معمولترین روایت از داستان تریستان و ایزولت در قرون وسطی گردید و زمینه برای خلق نوشتهٔ سر توماس مالوری فراهم آورد، وی نویسنده انگلیسی بود که شاهکار مرگ آرتور را در سال ۱۴۶۹ خلق نمود.
داستان و شخصیت تریستان در روایت هر شاعر نسبت به به شاعر دیگر متفاوت است. حتی در طرز هجی و شیوه فراگویی نام او نیز، تفاوت‌های زیادی وجود دارد، هر چند که هجی تریستان محبوب‌ترین و معمول‌ترین شیوه کاربرد این نام به‌شمار می‌آید. بیشتر نسخه‌های داستان تریستان، از همان رئوس داستان و خط معمول مطالب آن پیروی می‌کنند.
پس از شکست دادن مورهولت، شوالیه ایرلندی، تریستان به ایرلند می‌رود تا ایزولت زیبا را برای ازدواج با عموی خویش، پادشاه مارک، بازگرداند. در راه بازگشت، نوشیدن معجون عشق (مهردارو یا همان مهرگیاه) موجب می‌شود که هردوی آن‌ها دیوانه وار عاشق یکدیگر شوند. در نسخه کورتلی، اثرات معجون عشق برای تمام دوران عمر آن دو با آن‌ها باقی می‌ماند، هرچند که در نسخه‌های معمول، اثرات معجون پس از گذشت سه سال روی به کم‌وکاستی می‌گذارد. همچنین در برخی از نسخه‌های موجود، نوشیدن معجون توسط آن‌ها به‌طور تصادفی توصیف شده است، امّا در موارد دیگر، این سازندهٔ معجون است که به ایزولت دستور می‌دهد تا آن را به همراه شاه مارک بنوشد، اما ایزولت به عمد آن را به جای شاه مارک، به تریستان می‌نوشاند که از آنچه در حال روی دادن است، بی‌اطلاع می‌باشد. اگر چه ایزولت با مارک ازدواج می‌کنند، اما در عین حال او و تریستان که توسط معجون مجبور به دنبال کردن یکدیگر و محکوم به باهم بودن شده‌اند، به ناچار با یکدیگر مرتکب زنا می‌شوند. اگر چه نجابت خاص شخصیت‌های مورد بحث در دوران آرتوری از تشریح چنین عملی (عمل زنای محصنه) شرم دارد و تنها بدین نکته اشاره می‌کند که معجون عشق مهار را از دست تریستان و ایزولت خارج می‌کند و آنان را از مسئولیت‌پذیری عاری می‌سازد. رایزنان شاه بارها و بارها سعی می‌کنند که روابط نامشروع و انجام زنا میان این دو را افشا سازند، اما این دو، بارها و بارها به ترفند و حیله متوسل می‌شوند و ظاهر معصوم و چهرهٔ بی گناه خویش را حفظ می‌نمایند. در نسخه برول، معجون عشق سرانجام کارایی خود را از دست می‌دهد و دو عاشق می‌توانند آزادانه تصمیم بگیرند و از میان چشم‌پوشی از شیوه زندگی زناکارانهٔ خود یا تداوم این وضع، یکی را برگزینند.
همان‌گونه که آرتور شاه، لانکلوت و گوینور، سه ضلع یک مثلث عشقی را تشکیل می‌دهند، شاه مارک، تریستان، و ایزولت نیز همگی عشق و احترام خویش نسبت به دیگری را در دل نگاه می‌دارند. تریستان با افتخار به شاه مارک، احترام می‌گذارد و شاه را به عنوان مربی و پدر خویش، دوست می‌دارد. ایزولت نیز از پادشاه مارک سپاس‌گزار است، چرا که شاه با او بسیار مهربان است، حال آنکه وی مطمئناً مجبور نیست که تا بدین حد به ایزولت مهربانی کند؛ و همچنین خود شاه مارک نیز، تریستان را به‌عنوان فرزند خویش، و ایزولت را به عنوان همسرش دوست دارد. اما هر شب، هریک از آن‌ها رویاهای وحشتناکی را در مورد آینده در سر می‌پرورانند.
سرانجام عموی تریستان (شاه مارک)، از موضوع مطلع می‌شود و پی به راز برادرزادهٔ خویش (تریستان) و عروسش (ایزولت) می‌برد و در صدد برمی آید که آن‌ها را به دام بیندازد. وی همچنین حاضر به در معرض خطر قرار دادن پادشاهی شکننده خویش نیست، چراکه جنگ بین ایرلند و کورنوال به تازگی متوقف شده است. مارک تمام آنچه را که برای اثبات جرم آن‌ها لازم به نظر می‌رسد را بدست می‌آورد و برای مجازات آنان اقدام می‌کند: برای تریستان مجازات حلق‌آویز شدن و برای ایزولت محاکمه توسط داوری ایزدی و سپس قرار دادن اجباری او در لازار هوز یا همان خانه گدایان (که منطقه‌ای خاص برای اقامت و نگاهداری از مبتلایان به جذام بود)، در نظر گرفته می‌شود.
تریستان ناگزیر می‌گریزد، و در راه فرار به گونه‌ای معجزه‌آسا در کلیسای کوچکی به ایزولت برمی‌خورد و او را نجات می‌دهد. عشاق به اتفاق یکدیگر به جنگل مورویس می‌گریزند و در آنجا برای خود سرپناهی می‌یابند و در آن زندگی می‌کنند، تا زمانی که یک روز مارک نهانگاه آنان را کشف می‌کند. با این حال، پس از اینکه تریستان موافقت می‌کند که ایزولت را به مارک بازگرداند و خود کشور را ترک نماید، میان آن‌ها آشتی و دوستی برقرار می‌گردد. تریستان سپس به بریتانی سفر می‌کند، جایی که در آن، او با دختری به نام ایزولت سپید دست (که هم همنام ایزولت است و هم به اندازهٔ او زیباست)، ازدواج می‌کند. این ایزولت دختر هوئل، پادشاه افسانه‌ای بریتانی محسوب می‌شود و خواهر سر کاهدین است.
در پروز تریستان یا همان داستان منثور تریستان و آثار مشتق شده از آن، تریستان توسط مارک به طرز مرگباری زخمی می‌شود، و این موضوع مربوط به هنگامی است که تریستان در حال نواختن چنگ برای ایزولت است، و مارک ضربهٔ خائنانهٔ او را با زدن نیزه مسموم به او و زخمی کردنش، پاسخ می‌دهد. با این حال نسخه‌های شاعرانه افسانه تریستان، شرح بسیار متفاوتی از ماجرای مرگ قهرمان ارائه می‌کنند. بر طبق نسخه توماس، تریستان هنگامیکه در تلاش است تا زن جوان (ایزولت) را از دست شش شوالیه نجات دهد، بوسیلهٔ یک نیزهٔ سمی زخمی می‌شود.
تریستان دوست خویش، کاهدین را، برای پیدا کردن ایزولت، که تنها کسی است که می‌تواند التیام‌بخش او باشد، می‌فرستد. تریستان به کاهدین می‌گوید که در موقع بازگشت با کشتی بادبانی، اگر او توانست ایزولت را با خود به همراه بیاورد، با برافراشتن بادبان سفید بازگردد، امّا اگر ایزولت با او همراه نیست، بادبان سیاه برافرازد. ایزولت موافقت می‌کند که به همراه کاهدین، نزد تریستان بازگردد، امّا همسر حسود تریستان، یعنی همان ایزولت سپید دست، در مورد رنگ بادبان به تریستان دروغ می‌گوید. تریستان از غم و غصهٔ ناشی از این تصور که ایزولت به او خیانت کرده است، می‌میرد و ایزولت نیز آنقدر بر جسد تریستان، گریه و ناله و غش و ضعف می‌کند که او نیز، درمی‌گذرد.
چندین نسخه از پروز تریستان یا همان تریستان به نثر، که شامل روایات سنتی از ماجرای مرگ تریستان می‌باشند، موجود است که از آن جمله روایات موجود در این ارتباط، در نسخه‌های شاعرانه قابل ذکر است. در بعضی از این منابع آمده است که از قبرهای تریستان و ایزولت، دو درخت (درخت فندق و پیچ امین الدوله) رشد کرده و از گورهای آن‌ها خارج گردید که شاخه‌های آن دو درهم پیچیده شده بود، به‌طوری‌که به هیچ وسیله‌ای امکان جدا ساختن این دو درخت از یکدیگر نبود. گفته شده که شاه مارک، سه مرتبه تلاش کرد که شاخه‌های این درختان را از یکدیگر جدا سازد، امّا هر بار، شاخه‌های دو درخت، دوباره بزرگ و در هم تنیده می‌شدند، پس بنابراین وی از انجام این کار منصرف شد و اجازه داد تا شاخه‌های آن‌ها دوباره رشد بکنند.
در چند داستان که بعدها ثبت و ضبط شده‌اند، برای این عشاق (تریستان و ایزولد)، تعدادی فرزند نیز در نظر گرفته شده است. در برخی از داستان‌ها یک پسر و یک دختر از آن‌ها پدید آمد که هر دو بعد از خودشان نام‌گذاری شدند؛ این کودکان باعث ماندگاری نام پدر و مادر خود شدند و هریک از آن‌ها ماجراهای خاص مربوط به خود را داشتند. از جمله در داستان عاشقانه یسائی غمگین، قهرمان نامبردار، پسر تریستان و ایزئولت است، که با انتصاب پادشاه پری‌ها (شاه پریان)، اوبرون، درگیری پیدا می‌کند و با دختری به نام مارتا ازدواج می‌نماید که او پسری به نام مارک برایش به دنیا می‌آورد.

## فیلم
تریستان و ایزولد (فیلم) در سال ۲۰۰۶ با همکاری پنج کشور بر پایهٔ افسانهٔ ایزولد و تریستان به تصویر کشیده شد با بازی بازیگرانی چون جیمز فرانکو و سوفیا مایلز در نقش‌های اصلی.